# Enrique IV de Reuss-Köstritz (1821-1894)
Enrique IV de Reuss-Köstritz (en alemán: Heinrich IV Reuß zu Köstritz; 26 de abril de 1821, Dresde; 25 de julio de 1894, Ernstbrunn) fue un noble alemán y poseedor del Paragium o rama de Reuss-Köstritz (línea media).

## Historia
Era hijo del príncipe Enrique LXIII de Reuss-Köstritz (1786-1841) y de su primera esposa, la condesa Leonor de Stolberg-Wernigerode (1801-1827), hija del conde Enrique de Stolberg-Wernigerode. Su hermano Enrique VII de Reuss-Köstritz (1825-1906) fue ayudante general del káiser Guillermo I y diplomático en Istanbul, mientras que su otro hermano, Enrique XIII fue ascendido a teniente general y luego a general de infantería.
En 1878 heredó el título de príncipe de Reuss-Köstritz (línea mayor) de su primo, el príncipe Enrique LXIX de Reuss-Köstritz (1792-1878).

## Matrimonio y descendencia
Enrique IV se casó el 27 de diciembre de 1854 en Greiz con Luisa Carolina de Reuss-Greiz, Princesa viuda de Sajonia-Altenburgo (3 de diciembre de 1822-28 de mayo de 1875), hija de Enrique XIX de Reuss-Greiz. El matrimonio produjo 4 hijos:
- Enrique XXIV (1855-1910), compositor y heredero al paréage de Reuss-Köstritz. Casado en 1884 con la Princesa Isabel de Reuss-Köstritz (1860-1931)
- Leonor (1860-1917), reina consorte de Bulgaria desde 1908 tras su matrimonio con Fernando I de Bulgaria (1861-1948), zar de Bulgaria
- Elena (1864-1876)
- Isabel (1865-1937)